# La Roche-Blanche (Puy-de-Dôme)
Roche-Blanche é uma comuna francesa na região administrativa de Auvérnia-Ródano-Alpes, no departamento Puy-de-Dôme. Estende-se por uma área de 11,58 km². Em 2010 a comuna tinha 3 541 habitantes (densidade: 305,8 hab./km²).
55% da população revela-se ser de origem portuguesa